# Mamaligány
Mamaligány románul: Mămăligani, település Romániában, Erdélyben, Fehér megyében.

## Fekvése
Verespataktól délkeletre fekvő település.

## Története
Mamaligány nevét 1760–1762 között említette először oklevél Memeligány néven.
1854-ben Mamaligány néven volt említve, Mogos
tartozékaként  Alsó-Fehér vármegye Verespataki járásában.
1974-ben Mogos-Mămăligani néven Mogos község faluja, Mogostól északra.

## Források

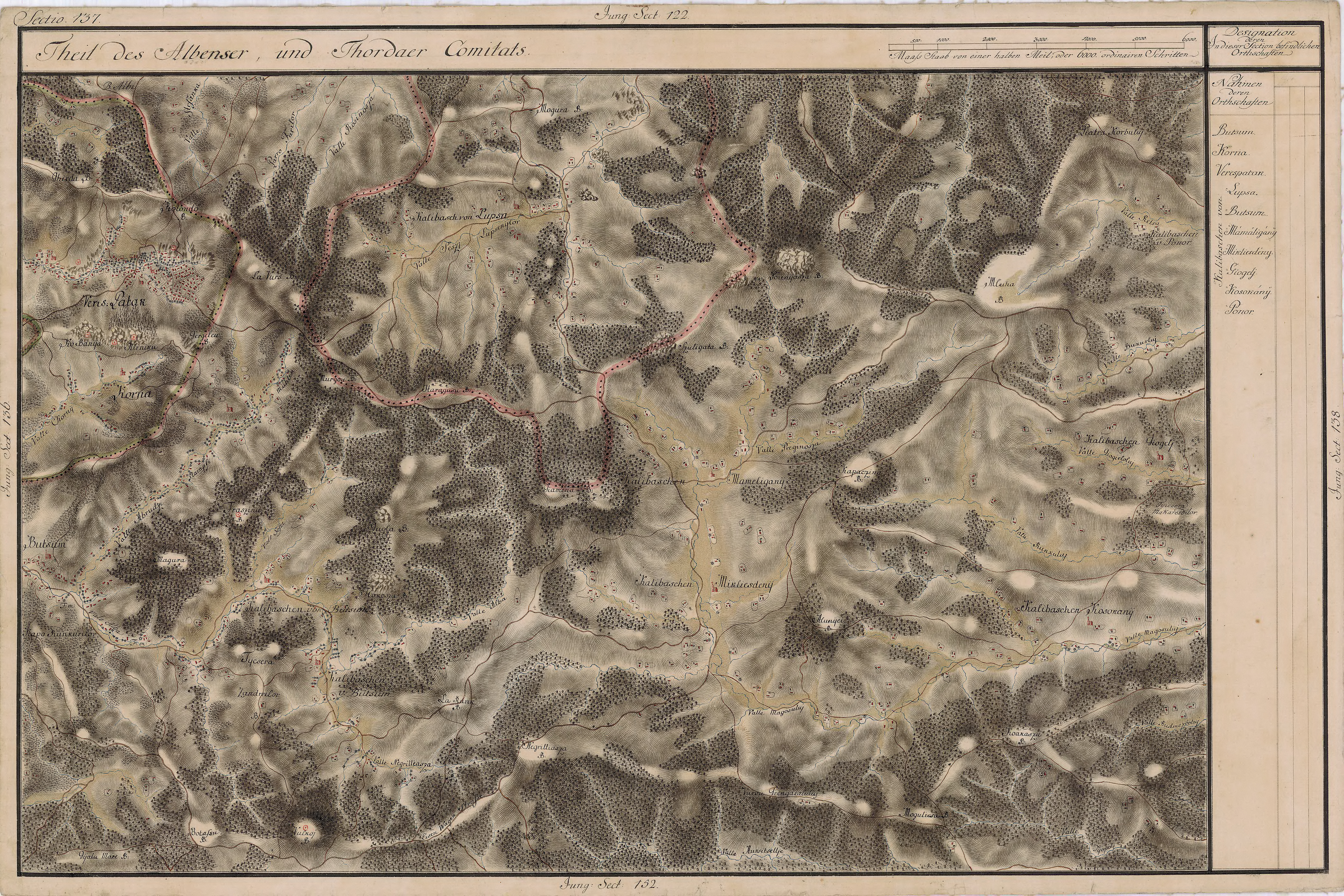